# Ophiopyrgus trispinosus
Ophiopyrgus trispinosus är en ormstjärneart som beskrevs av Jean Baptiste François René Koehler 1904. Ophiopyrgus trispinosus ingår i släktet Ophiopyrgus och familjen fransormstjärnor. Inga underarter finns listade i Catalogue of Life.